# Вон Се Хун
Вон Се Хун (кор. 원세훈, р.1951) — государственный деятель Республики Корея, директор Национального агентства разведки в 2009—2013.

## Биография
Родился в провинции Кёнсан-Пукто, окончил престижную школу в Сеуле, затем — Сеульский национальный университет, бакалавр права, в университете Ханьян получил степень в области государственного управления.
Почётный профессор Сеульского национального университета науки и технологии.
Работал в администрации района Сеула Каннамгу, аппарате вице-мэра Сеула, в международных экологических организациях, исполнительном комитете Международного экологического совета (ICLEI), в Азиатско-Тихоокеанском институте Стэнфордского университета в качестве приглашённого исследователя.
До 2009 года работал в министерстве общественной администрации и безопасности.
С февраля 2009 года — директор Национального агентства разведки.
На период его руководства разведслужбой пришёлся последний этап пребывания у власти, смерть руководителя КНДР Ким Чен Ира и передача власти Ким Чен Ыну. О ситуации в КНДР Вон Се Хун регулярно докладывал руководству страны.
В декабре 2011 года в ходе скандала, разразившегося после того, как во время визита в Сеул президента Индонезии Сусило Бамбанг Юдойоно один из членов индонезийской делегации застал у себя в номере агентов южнокорейской разведки, которые пытались скопировать секретные файлы из его компьютера, представители оппозиции официально потребовали снять Вон Се Хуна с поста директора Национального агентства разведки, но скандал в конечном счёте удалось замять.
21 марта 2013 отправлен в отставку президентом Пак Кын Хе. В июне 2013 года был обвинён во вмешательстве в ход президентских выборов 2012 года — распространении в Интернете дезинформации об оппозиционных кандидатах.